# Crossett
Crossett es la ciudad más grande del Condado de Ashley, Arkansas, Estados Unidos. En el Censo de 2010 tenía una población de 5507 habitantes y una densidad poblacional de 346,35 personas por km². Está situada al sur del estado, cerca de la frontera con Luisiana.

## Geografía
Crossett se localiza a 33°7′29″N 91°57′48″O / 33.12472, -91.96333. Según la Oficina del Censo de los Estados Unidos, la ciudad tiene un área de 15,5 km², de los cuales 15,1 km² corresponde a tierra y 0,4 km² a agua (2,83%).

## Demografía
Para el censo de 2000, había 6.097 personas, 2.418 hogares y 1.745 familias en la ciudad. La densidad de población era 393,4 hab/km². Había 2.663 viviendas para una densidad promedio de 176,4 por kilómetro cuadrado. De la población 59,50% eran blancos, 39,02% afroamericanos, 0,07% amerindios, 0,46% asiáticos, 0,02% isleños del Pacífico, 0.30% de otras razas y 0,64% de dos o más razas. 1,10% de la población eran hispanos o latinos de cualquier raza.
Se contaron 2.418 hogares, de los cuales 31,9% tenían niños menores de 18 años, 31,9% eran parejas casadas viviendo juntos, 16,3% tenían una mujer como cabeza del hogar sin marido presente y 27,8% eran hogares no familiares. 25,6% de los hogares eran un solo miembro y 12,8% tenían alguien mayor de 65 años viviendo solo. La cantidad de miembros promedio por hogar era de 2,48 y el tamaño promedio de familia era de 2,96.
En la ciudad la población está distribuida en 26,5% menores de 18 años, 7,8% entre 18 y 24, 25,4% entre 25 y 44, 24,1% entre 45 y 64 y 16,2% tenían 65 o más años. La edad media fue 38 años. Por cada 100 mujeres había 87,4 varones. Por cada 100 mujeres mayores de 18 años había 82,9 varones.
El ingreso medio para un hogar en la ciudad fue de $35.442 y el ingreso medio para una familia $43.864. Los hombres tuvieron un ingreso promedio de $41.667 contra $22.206 de las mujeres. El ingreso per cápita de la ciudad fue de $18.288. Cerca de 13,7% de las familias y 16,8% de la población estaban por debajo de la línea de pobreza, 29,1% de los cuales eran menores de 18 años y 12,0% mayores de 65.
Según el censo de 2010, había 5507 personas residiendo en Crossett. La densidad de población era de 346,35 hab./km². De los 5507 habitantes, Crossett estaba compuesto por el 54.93% blancos, el 42.24% eran afroamericanos, el 0.15% eran amerindios, el 0.47% eran asiáticos, el 0% eran isleños del Pacífico, el 1.14% eran de otras razas y el 1.07% pertenecían a dos o más razas. Del total de la población el 2.22% eran hispanos o latinos de cualquier raza.

## Residentes y nativos notables
- Gretha Boston, actriz.
- K. T. Oslin, cantante de country.
- Barry Switzer, exentrenador de fútbol americano.